# 飲茶 (作家)
飲茶（やむちゃ）は、日本の作家。北国生まれ、東北大学大学院卒業。会社経営者。哲学、科学、数学などの学問をわかりやすく解説する本を書いている。

## 人物
熱烈なグラップラー刃牙の大ファンであり、『史上最強の哲学入門』では漫画家の板垣恵介にカバーイラストを描いてもらっている。
吃音障害者としてつらい思春期を過ごし、誰も話を聞いてくれなかった経験から覆面作家となり著書がヒットした。

## 著書
- 『哲学的な何か、あと科学とか』二見書房、2006年12月4日。ISBN 9784576061849。
  - 『哲学的な何か、あと科学とか』（改訂版）二見書房〈二見文庫〉、2017年4月3日。ISBN 9784576170466。
- 『哲学的な何か、あと数学とか』二見書房、2008年12月11日。ISBN 9784576081762。
  - 『哲学的な何か、あと数学とか』（改訂版）二見書房〈二見文庫〉、2018年2月1日。ISBN 9784576180151。
- 『史上最強の哲学入門』マガジン・マガジン〈SUN MAGAZINE MOOK〉、2010年4月14日。ISBN 9784896447323。
  - 『史上最強の哲学入門』河出書房新社〈河出文庫〉、2015年11月6日。ISBN 9784309414133。
- 『史上最強の哲学入門 東洋の哲人たち』マガジン・マガジン〈SUN MAGAZINE MOOK〉、2012年3月14日。ISBN 9784896447873。
  - 『史上最強の哲学入門 東洋の哲人たち』河出書房新社〈河出文庫〉、2016年10月6日。ISBN 9784309414812。
- フィロソフィー学園出版会編 編『哲学ガールズ 萌えて覚える叡智の学園』飲茶監修、PHP研究所、2012年3月15日。ISBN 9784569779843。
- 『14歳からの哲学入門 「今」を生きるためのテキスト』二見書房、2015年7月27日。ISBN 9784576151144。
  - 『14歳からの哲学入門 「今」を生きるためのテキスト』河出書房新社〈河出文庫〉、2019年3月6日。ISBN 9784309416731。
- 『てつがくフレンズ 女の子の姿になった哲学者たちの哲学教室』MAKO.作画、PHP研究所、2017年9月15日。ISBN 9784569836973。
- 『飲茶の「最強！」のニーチェ』水王舎、2017年11月29日。ISBN 9784864700917。
- 『正義の教室 善く生きるための哲学入門』ダイヤモンド社、2019年6月20日。ISBN 9784478102572。
- 『新世紀食糧記 ムシグルメン マイマイの人類虫食計画』PHP研究所、2019年3月26日。ISBN 9784569788555。